# Andreas Steinmetz (Leichtathlet)
Andreas Steinmetz (* 27. Mai 1997) ist ein österreichischer Leichtathlet, der sich auf den Hochsprung spezialisiert hat.

## Sportliche Laufbahn
Erste internationale Erfahrungen sammelte Andreas Steinmetz im Jahr 2022, als er bei den Balkan-Hallenmeisterschaften in Istanbul mit übersprungenen 2,10 m die Bronzemedaille hinter dem Serben Božidar Marković und Andonis Merlos aus Griechenland gewann.
In den Jahren von 2018 bis 2020 wurde Steinmetz österreichischer Meister im Hochsprung im Freien sowie von 2017 bis 2021 in der Halle.

## Persönliche Bestleistungen
- Hochsprung: 2,17 m, 15. August 2020 in Maria Enzersdorf
  - Hochsprung (Halle): 2,16 m, 7. Dezember 2019 in Wien